# Rugby à XV en Autriche
Cet article traite du rugby à XV en Autriche.
Traditionnellement le rugby en Autriche est concentré autour du milieu étudiant viennois. Il souffre de la concurrence du ski et du football dans son développement.

## Histoire
Étonnamment le rugby autrichien a une longue histoire, qui remonte à 1900, mais son image de jeu anglais entrava son développement.
Le premier match documenté du rugby joué en Autriche a eu lieu le 14 avril 1912. Le sport a été introduit en Autriche par des Anglais dans l'espoir d'élargir la base du sport. 
En 1930, un match entre français à Vienne a attiré pas moins de 10.000 spectateurs, prouvant qu'il y avait un intérêt important à l'époque.
La période d'après-guerre a vu un renouveau dans le rugby autrichien, en partie en raison du grand nombre de militaires étrangers qui sont venus pour y être basé. En 1946, les matches ont été joués par les BTA (Troupes britanniques d'Autriche).
Au début des années 1990, l'Italien Dr Giancarlo Tizanini était une figure majeure du rugby en Autriche. Avant sa mort en 1994, il a essayé difficilement d'établir un équivalent pour l'Europe centrale du Tournoi des Six Nations entre l'Autriche, la Hongrie, la Croatie, la Slovénie et la Bosnie-Herzégovine.

## Organisation
Le ÖRV (Fédération autrichienne de rugby à XV) a été fondée en 1990 et a rejoint l'International Rugby Board en 1992.

## Équipe nationale
L'Équipe d'Autriche de rugby à XV représente le pays lors des rencontres internationales.

## Compétitions nationales
Le championnat d'Autriche de rugby à XV regroupe les meilleurs clubs d'Autriche.